# جيوفري ماكلارين
جيوفري ماكلارين (28 فبراير 1883 في المملكة المتحدة - 14 سبتمبر 1966 في المملكة المتحدة) (بالإنجليزية: Geoffrey MacLaren)‏ هو لاعب كريكت بريطاني (وحمل سابقاً جنسية المملكة المتحدة لبريطانيا العظمى وأيرلندا). لعب مع نادي مقاطعة لانكشر للكريكت ‏.